# Federação Togolesa de Voleibol
A Federação Togolesa de Voleibol  (em francêsːFédération Togolaise de Volley-Ball,FTVB) é  uma organização fundada em 1968 que governa a pratica de voleibol no Togo, sendo membro da Federação Internacional de Voleibol e da Confederação Africana de Voleibol, a entidade é responsável por  organizar  os campeonatos nacionais de  voleibol masculino e feminino no país.